# Memo (singolo)
Memo è un singolo della cantautrice italiana Levante, pubblicato il 7 ottobre 2013 come terzo estratto dal primo album in studio Manuale distruzione.

## Descrizione
Il brano, scritto dalla stessa cantautrice, è prodotto da Alberto Bianco, noto solo come Bianco, e Antonio Filippelli.

## Video musicale
Il video musicale, diretto da Marco Cremascoli, è stato pubblicato il 30 ottobre 2013 attraverso il canale YouTube della Indi Records.

## Tracce
Testi di Claudia Lagona, musiche di Alberto Bianco.
1. Memo – 3:35